# 清田次郎
清田次郎（日语：／ Jirō KIYOTA ，1940年6月5日—2025年4月21日），本名辛炳圭（：／ Sin Byon-Gyu），在日韓国人，曾是日本赌博性的指定暴力團稻川会第六代會長、第二代目山川一家总长。

## 法規命令
2013年1月23日，美國財政部依據《國際緊急經濟權限法》（International Emergency Economic Powers Act）及總統頒佈的行政命令第13581號，將清田次郎及稻川會在美國司法管轄範圍內的財產凍結，並禁止美國國民與其進行任何交易。